# Ivan Garanin
Ivan Garanin (né le 1er août 1945) est un ancien fondeur soviétique.

## Palmarès

### Jeux olympiques
| Épreuve / Édition | Sapporo 1972 | Innsbruck 1976 |
| 15 km             |              | 4e             |
| 30 km             |              | Bronze         |
| 50 km             | 17e          | 4e             |
| 4 × 10 km         |              | Bronze         |

### Championnats du monde
| Épreuve / Édition | Falun 1974 |
| 30 km             | 4e         |
| 4 × 10 km         | Argent     |